# Herasymiwka (obwód sumski)
Herasymiwka (ukr. Герасимівка) – wieś na Ukrainie, w obwodzie sumskim, w rejonie romeńskim. W 2001 liczyła 1219 mieszkańców, spośród których 1194 wskazało jako ojczysty język ukraiński, 19 rosyjski, 1 białoruski, a 5 inny.